# Liste der Monuments historiques in Fontenay-aux-Roses
Die Liste der Monuments historiques in Fontenay-aux-Roses führt die Monuments historiques in der französischen Gemeinde Fontenay-aux-Roses auf.

## Liste der Bauwerke
| Bezeichnung                     | Beschreibung | Standort                                   | Kennzeichnung | Schutzstatus | Datum | Bild           |
| ------------------------------- | ------------ | ------------------------------------------ | ------------- | ------------ | ----- | -------------- |
| Schloss Laboissière             |              | 10, place du Général-de-Gaulle (Lage)      | PA00088108    | Inscrit      | 1956  | weitere Bilder |
| Collège Sainte-Barbe-des-Champs |              | 6-10, Place du Château Sainte-Barbe (Lage) | PA00088107    | Inscrit      | 1943  | weitere Bilder |

## Liste der Objekte
- Monuments historiques (Objekte) in Fontenay-aux-Roses in der Base Palissy des französischen Kultusministeriums